# タイパーナ
タイパーナ（伊: Taipana）は、イタリア共和国フリウリ＝ヴェネツィア・ジュリア州ウーディネ県にある、人口約600人の基礎自治体（コムーネ）。

## 名称
標準イタリア語以外では以下の名称を持つ。
- フリウリ語: Taipane
- スロベニア語: Tipána

## 地理

### 位置・広がり

#### 隣接コムーネ
隣接するコムーネは以下の通り。括弧内のSLOはスロベニア領を示す。
- アッティミス
- コバリード (カポレット Caporetto) (SLO)
- ファエーディス
- ルゼーヴェラ
- ニーミス

### 気候分類・地震分類
タイパーナにおけるイタリアの気候分類 (it) および度日は、zona F, 3305 GGである。
また、イタリアの地震リスク階級 (it) では、zona 1 (sismicità alta) に分類される。

## 行政

### 分離集落
タイパーナには、以下の分離集落（フラツィオーネ）がある。
- Cornappo, Debellis, Monteaperta, Montemaggiore, Ponte Sambo, Platischis, Prossenicco